# Dama (Aleppo)
Dama (arab. دامة) – wieś w Syrii, w muhafazie Aleppo, w dystrykcie Afrin. W 2004 roku liczyła 113 mieszkańców.